# رمو برتونی (بازیکن فوتبال)
رمو برتونی (انگلیسی: Remo Bertoni؛ زادهٔ ۲۴ ژوئن ۱۹۲۹) بازیکن فوتبال اهل ایتالیا است.
از باشگاه‌هایی که در آن بازی کرده‌است می‌توان به باشگاه فوتبال پادوا اشاره کرد.